# 城明男
城 明男（JOE 1966年8月19日 - ）は、日本の俳優。大阪府出身。フレスカ所属。

## 来歴
大阪私立初芝高等学校 体育科 卒業後、地方銀行で働くも23歳で退職し、東京に上京。
日本コカ・コーラ社のCMのイメージにピッタリだとスカウトを受け、モデルを始める事になる。その後CM撮影でスタイリスト北村道子（故松田優作の専属衣裳を務めた）に「貴方は役者をしなさい」と緒形拳の所属事務所鈍牛倶楽部を紹介され役者の道に進む。
その後、リキプロジェクトに移り、2018年以降はフレスカに所属。

## 出演

### 映画
- GONIN2（1996年 石井隆監督） - 梶の仲間
- スワロウテイル（1996年 岩井俊二監督）
- あぶない刑事リターンズ（1996年 村川透監督） - 川辺
- WiLd LIFe（1997年 青山真治監督）
- 復讐 運命の訪問者（1997年 黒沢清監督）
- 現代任侠伝（1997年 降旗康男監督）
- 四月物語（1998年 岩井俊二監督） - 引越作業員
- がんばっていきまっしょい（1998年 磯村一路監督） - 熊田（体育教師、ボート部顧問）
- 不夜城（1998年 李志毅監督）
- チャカ LONELY HITMAN（1998年 渡辺武監督）
- のど自慢（1999年 井筒和幸監督） - 枚方農協職員
- BLOOD 狼血（1999年 鈴木浩介監督） - 王仁義
- 海ノ月（1999年）
- 共犯者（1999年 きうちかずひろ監督） - 山城会組員
- 五条霊戦記GOJOE（2000年 石井聰亙監督）
- ほとけ（2001年 辻仁成監督）
- KT（2002年 阪本順治監督）
- FILAMENT フィラメント（2002年 辻仁成監督）
- 凶気の桜（2002年 薗田賢次監督）
- 新・仁義なき戦い/謀殺（2003年 橋本一監督）
- 花とアリス（2004年 岩井俊二監督） - 祭りのおじさん
- 捨て犬（2005年 浅生マサヒロ監督）
- 夜のピクニック（2006年 長澤雅彦監督）
- 人が人を愛することのどうしようもなさ（2007年 石井隆監督）
- クロサギ（2008年）
- カイジ（2009年 佐藤東弥監督）
- ドラゴン（2010年 大月栄治監督）
- スマグラー おまえの未来を運べ（2011年 石井克人監督）
- TOKYO TRIBE（2014年 園子温監督）
- 木屋町DARUMA（2015年）
- 花とアリス殺人事件（2015年 岩井俊二監督）
- 代紋を捨てた男（2015年）
- オケ老人!（2016年）
- マンハント（2017年 ジョン・ウー監督）
- ひとくず（2020年） - ケンちゃん（匡郎の母の男）
- ばるぼら（2020年 手塚眞監督）
- 奥様は、取り扱い注意（2021年 佐藤東弥監督）
- 不檄 男たちの生きた証（2022年）
- 虎の流儀（2022年）
- ヌーのコインロッカーは使用禁止（2023年）
- SAVAGE 獲るのは誰だ？（2024年）

### テレビドラマ
- 金曜エンタテイメント“ナニワ金融道“（1996年、フジテレビ）
- ギフト（1997年、フジテレビ）
- D×D（1997年、日本テレビ）
- きらきらひかる（1998年、フジテレビ）
- LOVE&PEACE（1998年、フジテレビ）
- 天使のお仕事（1999年、フジテレビ、レギュラー）
- パーフェクトラブ!（1999年、フジテレビ）
- 金曜エンタテイメント“お見合い仕掛け人 小暮亮～五所俵村・嫁来い殺人ツアー“（1999年、フジテレビ）
- 火曜サスペンス劇場“母子誘拐“（2000年、日本テレビ）
- 火曜サスペンス劇場“検事 霞夕子 空白のアルバム“（2001年、日本テレビ）
- Hammerhead（2001年、BS-i）
- みちのく祭り殺人行（2001年、テレビ東京）
- Fighting Girl（2001年、フジテレビ）
- 新宿鮫4 氷舞（2004年、NHK BS ）
- 月曜ミステリー劇場“おばさん会長・紫の犯罪清掃日記“（2004年、TBS）
- 火曜サスペンス劇場 “十字路犯罪者の元妻に恋した刑事の焦燥“（2004年、日本テレビ）
- あしたの、喜多善男〜世界一不運な男の、奇跡の11日間〜（2008年、関西テレビ）
- 科捜研の女11 スタートスペシャル（2011年、テレビ朝日）
- 連続ドラマW“東野圭吾 分身“（2012年、WOWOW、レギュラー）
- 土曜ワイド劇場“特別企画　スペシャリスト“（2013年、テレビ朝日）
- 信長協奏曲（2014年、フジテレビ）
- S.W.A.T. シーズン3（2019年、CBSアメリカ）

### Vシネマ
- BE-BOP-HIGHSCHOOL3 不良少年人生問答（1996年）
- 平成残侠伝 シリーズ（1997年-1999年）
  - 平成残侠伝 外道は殺れ!（1997年）
  - 平成残侠伝 獅子が哭く!（1998年）
  - 平成残侠伝 決闘（1999年）
- XX ダブルエックス しなやかな美獣（1997年）
- ラストブロンクス -東京番外地-（1997年） - 財目三郎
- 俠道（2000年）
- 全国制覇テキ屋魂（2001年）
- MURAMASA ムラマサ 四ノ章 鴉（2005年）
- MURAMASA ムラマサ 五ノ章 羅刹（2005年）
- 影の交渉人 ナニワ人情列伝 シリーズ（2009年）全3作 - 辛祥基（クラブ従業員）
  - [影の交渉人 ナニワ人情列伝1（2009年10月）
  - 影の交渉人 ナニワ人情列伝2 “秘密を知る男“（2010年8月）
  - 影の交渉人 ナニワ人情列伝3 “法廷への階段“（2010年9月）
- タイマンⅡ（2010年）
- 仁義の墓標（2011年）
- 修羅の覇道（2011年） - 二代目青龍会隼一家組員 堀ヨシキ
- 不動 第一部（2011年） - 合力（賭場）
- 大阪風紀委員会（2011年） - 蛭田組幹部
- アウトローズ（2011年）- 亀田
- 最強極道伝説 極鬼（2011年）
- 神威〜カムイ〜ギャング・オブ・ライフ PART1-2（2011年）
- ヒロミくん!全国総番長への道（2011年）
- 極道龍二（2011年）
- 極道龍二 PARTⅡ（2011年）
- 極道鎮魂歌〜男たちのレクイエム〜（2011年） - 海神会路山組若頭 谷本喜一
- リベンジ〜血の報復〜（2011年） - 大阪府中央警察署 刑事
- 麻雀飛龍伝説 天牌 -TENPAI-“無間地獄脱出史“（2012年）- 奥寺一政
- 首領の道1-7（2012年 - 2013年）- 狩野組若槻組組員 黒田
- 抗争の黙示録（2012年）
- Scramble〜抗争の死角〜（2013年）
- 虎狼の大義（2013年） - 伴竜組組員
- チンピラ1（2013年） - 用心棒
- チンピラ2（2013年） - 3等海尉
- 極道刑務所1・2（2014年） - 極海島刑務所 刑務主任 カジワラ（貴崎組若頭）
- 制覇3-10（2015年 - 2017年） - 野村龍平
  - 制覇3-5（2015年 - 2016年） - 元・鵠心会井ノ元組若頭
  - 制覇6-8（2016年） - 五代目難波組服部組若頭
  - 制覇9・10（2017年） - 五代目難波組幹部 二代目服部組組長
- 極道たちの野望（2016年）
- 極道(やくざ)の掟 第二章（2016年） - 黒崎組若頭補佐 郷田組組長 郷田正樹
- 日本極道戦争1 -6（2019年 - 2020年） - 酒井組組長付 阿東源保（酒井敬三の運転手、元アフガンの傭兵）
- 日本統一45・46(2021年) - 広島 三代目西日本睦会理事長 竹山昭夫
- 仁義もクソもありゃしねえ!（2021年） - 大道会組員
- 極道の紋章レジェンド16.17.18（2023年） - 奥羽連合理事長三原組組長 三原剛

### 配信ドラマ
- 夢で会えても LINE VISION（2020年、監督：岩井俊二） - 刑事
- 湯道への道（2022年、Amazon prime） - 織田信長
- 欲望の街（2023年、U-NEXT独占配信） - 大阪府警捜査第四課刑事 金原猛

• 忍びの家 House of Ninjas(2024年、Netflix)幕僚長-吉河

### バラエティ
- ダウンタウンのガキの使いやあらへんで!“絶対に笑ってはいけない名探偵24時“（2016年、日本テレビ）

### PV
- ムーンライダース「毛ぼうし」（1997年、監督：岩井俊二） - 魚屋
- NMB48「HA!」（2012年）
- NMB48「てっぺんとったんで！」（2013年） - 木村（若頭）
- 絢香「ありがとうの輪」（2013年、監督：岩井俊二） - バスの運転手

### 舞台
- 暗闇のレクイエム（1999年）

### モデル
- イッセイミヤケ
- フェニックス
- FICCE UOMO
- ソウルコレクション

### CM
- 日産“プレセア”漁師役浅野温子と共演
- 日本ケンタッキー・フライド・チキン“ケンタッキーフライドチキン / 辛口チキンシリーズ”
- アサヒビール“アサヒ生ビールZ”
- ビッグジョン“BIG JOHN JEANS”
- 日本IBM“IBM / 陸上競技編”
- 日本コカ・コーラ“コカ・コーラ ダイエットCoke / ボクシング編”
- 昭和シェル石油“昭和シェル石油”
- 日清“日清SPA王”
- JT“セブンスター”
- パイオニア“カロッツェリア”
- キリン“キリンラガービール”
- TOYOTA“TOYOTA NADIA”
- NTTドコモ“NTTドコモ東海”
- グリコ乳業“グリコ プッチンプリン 社員編”
- 任天堂Wii“全国デコトラ祭り”
- Sammy“パチンコCR蒼天の拳2”
- タウンページ“WEB CMタウンページ” ガソリンスタンド店長役　岩井俊二監督作
- ビッグジョン“BIG JOHN JEANS”
- 日清“日清Spa王” ※工藤静香と共演
- 日産“プレセア R11 CF”